# Протокол ЭКО

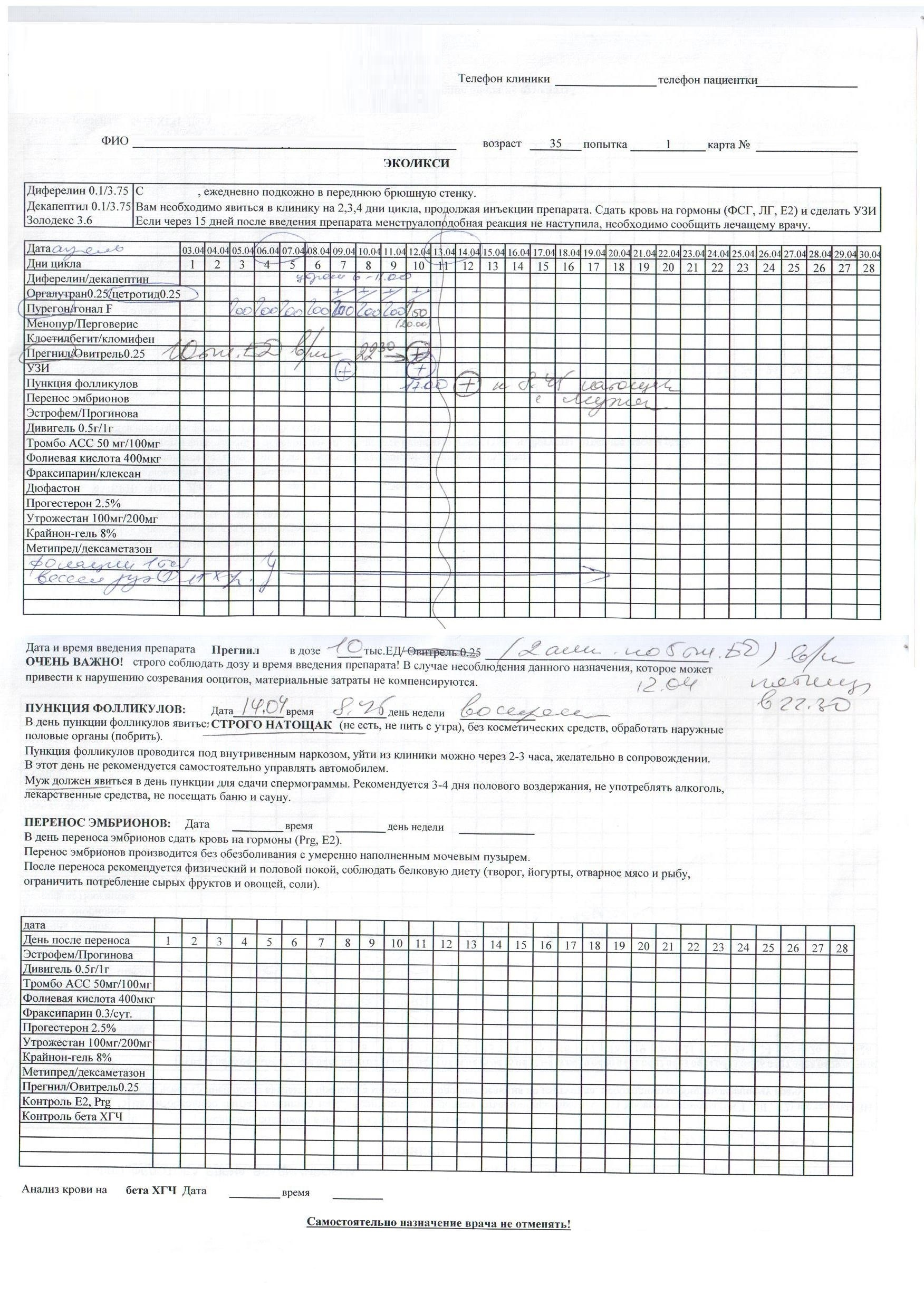
Пример протокола ЭКО

Протокол ЭКО — разновидность медицинского протокола лечения, используемом в процедуре искусственного оплодотворения. Как правило это таблица-календарь, где по дням и по часам расписывается какое лекарство употреблять, чтобы стимулировать созревание яйцеклеток в яичниках пациентки. Созревшие яйцеклетки будут извлечены для искусственного оплодотворения в ходе пункции яичника, а развившиеся из них эмбрионы трансплантированы в матку.
Является одним из основных рабочих документов процедуры ЭКО. На практике заполняется от руки, реже ведётся в электронной таблице (как правило при большом объёме данных анализов и пересылке между медицинскими учреждениями).
В связи с быстрым ростом количества клиник ЭКО по всему миру и разнообразием методик лечения — единой регламентированной системы протоколов пока не существует. В зависимости от страны, климатической зоны, региональных особенностей влияющих на фертильность и выбор индивидуальных подходов к лечению, постоянно разрабатываются новые виды протоколов, осуществляются комбинации разных видов протоколов и вносятся дополнения в уже существующие протоколы.

## Состав таблицы
В таблице чаще всего указываются:
- Календарные даты.
- Дни менструального цикла и овуляции.
- Названия лекарств[англ.].
- Дни визита к врачу и УЗИ обследования яичника и матки.
- Размеры фолликулов в мм на день УЗИ-обследования.
- День пункции ооцитов.
- День переноса (подсадки) эмбриона[англ.].
- Дни и часы когда надо сделать уколы.
- Дни и часы принятия таблеток.
- Телефон врача для срочных вопросов.
  - Дополнительно могут указываться:
- Даты когда надо сделать анализы.
- Показания анализов гормонов: АМГ, ФСГ, ЛГ, Ингибин В, Прогестерон, Пролактин, Эстрадиол.
- Показания анализов крови: на железо, глюкозу и пр.
- Данные анализа на свёртываемость крови (коагулограмма).

## Виды основных протоколов ЭКО
- Естественный протокол (протокол ЭКО в естественном цикле). Гормональные препараты не применяются. Созревание фолликула контролируется через постоянный УЗИ-мониторинг. К моменту пункции фолликула УЗИ делается — до двух раз в день, чтобы не пропустить момент естественной овуляции[1].
- Короткий протокол ЭКО. Стимуляция начинается в первые дни менструального цикла. Отличается от длинного протокола тем, что нет возможности управлять ростом фолликулов, что может приводить к их меньшему количеству и неодинаковым размерам[2].
- Суперкороткий (Японский протокол или протокол Терамото) — стимуляция яичников делается минимально возможное количество дней. Цель избежать гормональных осложнений. Часто используется при криоконсервации эмбрионов, когда перенос делается в следующем цикле, чтобы не перегружать организм гормональными препаратами и не осложнить беременность, а также получить время на генетическую диагностику эмбриона[3].
- Длинный протокол ЭКО. Начинается до менструации. 1) Регулирующая фаза. С помощью уколов гормонов достигается управление работой яичников и гипофиза 2) Стимулирущая фаза. Вызывается рост фолликулов и созревание в них яйцеклеток. 3) Триггерная фаза — уколы лекарств-триггеров овуляции. 4) Пункция фолликулов[4].
- Длинный протокол ЭКО с мягким стимулированием (Французский протокол). Стимулирующая фаза разбивается на этапы стимулирования-торможения — с целью дать максимальное время для созревания яйцеклеток в случае их небольшого размера[3].
- Супердлинный протокол ЭКО. Разновидность длинного протокола, перед которым несколько месяцев проводится подготовительное стимулирование с целью разогнать циклическую работу яичника для длинного протокола.
- Криопротокол — любой протокол ЭКО где используются замороженная сперма или яйцеклетки[5].